# Richart Báez
Richart Báez, paragvajski nogometaš in trener, * 31. julij 1973, Asunción, Paragvaj.
Za paragvajsko reprezentanco je odigral 26 uradnih tekem in dosegel dva gola.